# The Prague Post
The Prague Post byl anglicky psaný týdeník vydávaný v Praze. Byl založen v roce 1991. Vycházel každou středu. Byly to jediné anglicky psané noviny vydávané v Česku. Cílovou skupinou The Prague Post byli anglicky hovořící cizinci žijící v Česku či sousedních zemích a turisté navštěvující Česko. V roce 2013 The Prague Post přestal vycházet tiskem a přestěhoval se pouze do internetového formátu.